# Caïque à joues roses
Pyrilia pulchra
Espèce
Statut de conservation UICN

 LC  : Préoccupation mineure
Statut CITES
Le Caïque à joues roses (Pyrilia pulchra) est une espèce d'oiseau appartenant à la famille des Psittacidae.

## Description
Cet oiseau mesure environ 23 cm de long. Il présente un plumage à dominante verte avec des épaulettes rouges et jaunes et des marques de mêmes couleurs assez étendues sur le dessous des ailes. Les rémiges sont bleues.
Cette espèce présente un net dimorphisme sexuel. Le mâle a la tête, le cou et la poitrine marron tandis qu'une coloration rose se remarque au niveau de la calotte et des zones périoculaires et périauriculaires. La femelle a la tête verte avec une marque rose entre les yeux et les zones auriculaires tandis que les joues, la gorge et le haut de la poitrine sont teintés de brun.

## Répartition et habitat
Cette espèce peuple la Colombie et l'Équateur, jusqu'à 2 100 m d'altitude dans les forêts secondaires, les forêts-galeries et les forêts littorales.

## Taxinomie
synonymesGypopsitta pulchra, Pionopsitta pulchra.